# Inmigración chilena en Brasil
La inmigración chilena en Brasil es el movimiento migratorio desde la República de Chile hacia la República Federativa de Brasil. Actualmente constituye la segunda comunidad más grande de chilenos en Sudamérica y América Latina, después de la colonia residente en Argentina. A los chilenos residentes en Brasil y a sus descendientes se les denomina coloquialmente como "brachilenos", como una señal afectiva de unidad y sincretismo cultural.

## Historia

### sigloXX
Debido a que Brasil se encontraba bajo una dictadura militar de similar ideología a la dictadura militar chilena, los chilenos de ideología marxista no recibieron mayor asistencia durante el exilio político hasta después de 1985, cuando finalizó el régimen brasileño.

### sigloXXI
Existen múltiples organizaciones socioculturales de la diáspora chilena residente en Brasil. "Une-Chile, Asociación Nacional de Chilenos en Brasil", es la principal organización que reúne a los expatriados chilenos y sus familias.

## Chilenos notables radicados en Brasil
- Henrique Bernardelli - pintor nacido en Chile.
- Jorge Selarón - pintor y ceramista nacido en Chile.
- Silvia Mónica Allende - psicóloga nacida en Chile.
- Claudio Maldonado Rivera - exfutbolista nacido en Chile.
- Arturo Vidal - futbolista nacido en Chile.

## Brasileños descendientes de chilenos
- Adriana Prieto, actriz